# Ipernity

ipernity(아이퍼니티)는 크리스토피 루엘이 세운 멀티미디어 공유 및 소셜 네트워크 서비스다.

## 같이 보기
- 플리커
- 비메오